# Encyclia santanae
Encyclia santanae là một loài thực vật có hoa trong họ Lan. Loài này được B.P.Faria, Péres Junior & A.D.Santana mô tả khoa học đầu tiên năm 2007.